# Holohalaelurus regani
Holohalaelurus regani és una espècie de peix de la família dels esciliorrínids i de l'ordre dels carcariniformes.

## Morfologia
- Els mascles poden assolir 69 cm de longitud total.[1][2]

## Reproducció
És ovípar.

## Depredadors
És depredat per Chelidonichthys capensis (a Sud-àfrica) i per Raja alba.

## Hàbitat
És un peix marí que viu fins als 1.075 m de fondària.

## Distribució geogràfica
Es troba des de Durban (KwaZulu-Natal, Sud-àfrica) fins al Cap Agulhas i Lüderitz (Namíbia).